# Ľudmila Pajdušáková
Ľudmila Pajdušáková (ur. 29 czerwca 1916 w Radošovcach, zm. 5 października 1979 w Wyżnich Hagach) – słowacka astronom i dyrektorka Obserwatorium nad Łomnickim Stawem.

## Życiorys
Była córką kupca Vendelína Pajdušáka i Justiny Anny Pazúrikovej. Urodziła się we wsi Radošovce w powiecie Skalica. Była najstarsza z czwórki dzieci, co miało wpływ na jej późniejsze życie. Po śmierci ojca w 1932 roku jej matka z dziećmi przeprowadziła się do wsi Kláštor pod Znievom. Tam Ľudmila w latach 1927–1935 uczęszczała do miejscowego gimnazjum. Śmierć matki w 1935 roku zmusiła ją do podjęcia jak najszybciej pracy zawodowej. Dlatego ukończyła roczne studium nauczycielskie i w 1936 roku podjęła pracę w szkole. Pracowała jako asystentka nauczyciela w szkole w Kučišdorfie, potem w Slepčanach, a w latach 1939–1940 jako nauczycielka w Brvnište. Kolejne dwa lata pracowała w szkole w Trenčianskiej Tepli. 1 lipca 1944 roku podjęła pracę w Obserwatorium nad Łomnickim Stawem, a w latach 1958–1979 była jego dyrektorem. W 1950 roku ukończyła zaocznie astronomię na Uniwersytecie Komeńskiego w Bratysławie. W 1966 roku obroniła pracę doktorską Asymetria slnečnej koróny. Od 1967 roku była członkiem Międzynarodowej Unii Astronomicznej (IAU).
9 kwietnia 1949 roku wyszła za mąż za czeskiego astronoma Antonína Mrkosa, a w 1953 roku urodził się ich syn Ivan. Rozwiedli się w 1961 roku. Po raz drugi wyszła za mąż 26 października 1963 roku za Tibora Hrčka. Małżeństwo to przetrwało do jej śmierci w październiku 1979 roku.

## Odkrycia
Ľudmila Pajdušáková odkryła lub współodkryła 5 komet:
- 45P/Honda-Mrkos-Pajdušáková – kometa okresowa, która została odkryta 3 grudnia 1948 roku przez japońskiego astronoma Minoru Hondę w Kurashiki i równocześnie przez Antonína Mrkosa i Ľudmilę Pajdušákovą. Dlatego w jej nazwie znalazły się trzy nazwiska[5][6].
- C/1946 K1 Pajdušáková-Rotbart-Weber. Odkryta 30 maja 1946 roku[2].
- C/1948 E1 Pajdušáková-Mrkos. Odkryta 13 marca 1948 roku[7].
- C/1951 C1 Pajdušáková. Odkryta 4 lutego 1951 roku[2].
- C/1953 X1 Pajdušáková. Odkryta 3 grudnia 1953 roku[2].

## Odznaczenia
- W 1956 roku otrzymała od ówczesnego prezydenta Czechosłowacji Antonína Zápotocký’ego order Řád práce[1].

## Upamiętnienie
Odkryta 17 października 1982 roku przez Antonína Mrkosa w Obserwatorium Kleť planetoida 1982 UJ2 została nazwana na jej cześć (3636) Pajdušáková.